# Les Twins
{{Ficha de artista musical 
| name                = Les Twins
| image               = Les Twins profile.jpg
| caption             =
| birth_date          = {{|1988|12|06}}
| origin              = París, Francia
| genre               = Hip-hop (New Style)
| occupation          = 
- Dancers
- choreographers
- models
- actors

| years_active        = 
| label               =
| website             = http://www.lestwins.org
| current_members     = 
- Laurent Nicolas Bourgeois
- Larry Nicolas Bourgeois

| associated_acts     = 
- Beyoncé
- David Guetta
- Missy Elliott
- Cirque Du Soleil
- Criminalz Crew
- Red Cafe
- Jay Z

| background=group_or_band
}}
Hermanos gemelos Laurent y Larry Bourgeois (nacidos el 6 de diciembre de 1988), conocidos profesionalmente como Les Twins, son modelos, coreógrafos y bailarines franceses. A menudo referido por sus respectivos apodos, "'Lil beast" y "Ca Blaze", son reconocidos internacionalmente por sus talentos bailando con su propio estilo, que es el Hip-Hop New Style (hip-hop nuevo estilo), siendo este una combinación de varios estilos como popping, locking, House , Afro , Fem, KRump y una complementación de caras y gestos, pero la principal característica, es su manera de pegarle tanto al sonido o beat.
Nacieron y se criaron en Sarcelles, Francia, el dúo de bailarines autodidactas se convirtió en el favorito del público francés en 2008 como finalistas en el popular programa de televisión "Incroyable Talent". Su fama se extendió rápidamente a los Estados Unidos después de que un video de su actuación en el tramo de San Diego de la gira mundial de baile 2010 fuera viral en YouTube, superando los 6 millones de visualizaciones en menos de un año. En 2011 ganaron la división del nuevo estilo hip-hop de la competición de baile callejero internacional prestigiosa Juste Debout.
Les Twins han sido destacados bailarines para varios artistas de la música, incluyendo Meghan Trainor, Beyoncé Knowles y Missy Elliott. De pie, 1.96 m de alto, los hermanos han modelado para el diseñador de moda de alta costura francesa Jean Paul Gaultier y han aparecido en numerosas campañas de publicidad comercial de alto perfil.
Además de enseñar su coreografía original en talleres alrededor del mundo, también son los miembros fundadores del exitoso equipo de baile Criminalz Crew.
Los gemelos nacieron el 6 de diciembre de 1988 en Sarcelles, una comuna en los suburbios del norte de París, Francia. Son los más pequeños de una gran familia, Guadalupano  extendida de 18 niños que incluye otros dos conjuntos de gemelos y un hermano 25 años mayor.
Ni Larry ni Laurent recibieron ningún entrenamiento de baile formal. En cambio, aprendieron observando otras breakers, bloqueo (danza) lockers+ y poppers y ballet clásico técnicas de enseñanza. A la edad de 12 años comenzaron tocando en conciertos y musicales. Según la revista WAD, "nacieron bailarines. Aprendieron a caminar a los 5 meses, a mover en serio sus cuerpos a los 18 meses de edad y en 9 mostraron a los jóvenes el doble de su edad en su vecindario los pasos que habían inventado."
En 2005 los hermanos reclutaron a cinco miembros para formar su propio grupo de baile llamado Criminalz Crew. Pasaron los siguientes años compitiendo en torneos de hip-hop y entretenidas multitudes como artistas callejeros y en clubes. En el año 2007 bailaron en audiencias sold-out en el musical  Pas de Quartier en Francia Estimado, Festival d ' Avignon.

## Carrera de baile
En marzo de 2008 Les Twins ganaron la atención de la comunidad de la danza al derrotar a bailarines de la calle francés Joseph Go y Meech Onomo en las semifinales de la competencia de baile internacional prestigiosa Juste Debout. a raíz de ese éxito, fueron finalistas y favoritos del público en la temporada 3 de La Francia una ONU incroyable talent (el equivalente francés de Britain Got Talent) se emitió en M6. el 13 de noviembre de 2011 los gemelos estaban entre los primeros doce finalistas compitiendo en la final Incroyable Talent show asistidos por Stéphanie de Mónaco y observados por más de 4 millones de espectadores. En el año 2009 fueron contratados para realizar la revista de etapa dos hombres hip-hop comedia  gemelos  con coreografía de su viejo entrenador Abibou "Playmo" Kébe en el Théâtre Trévise en París.

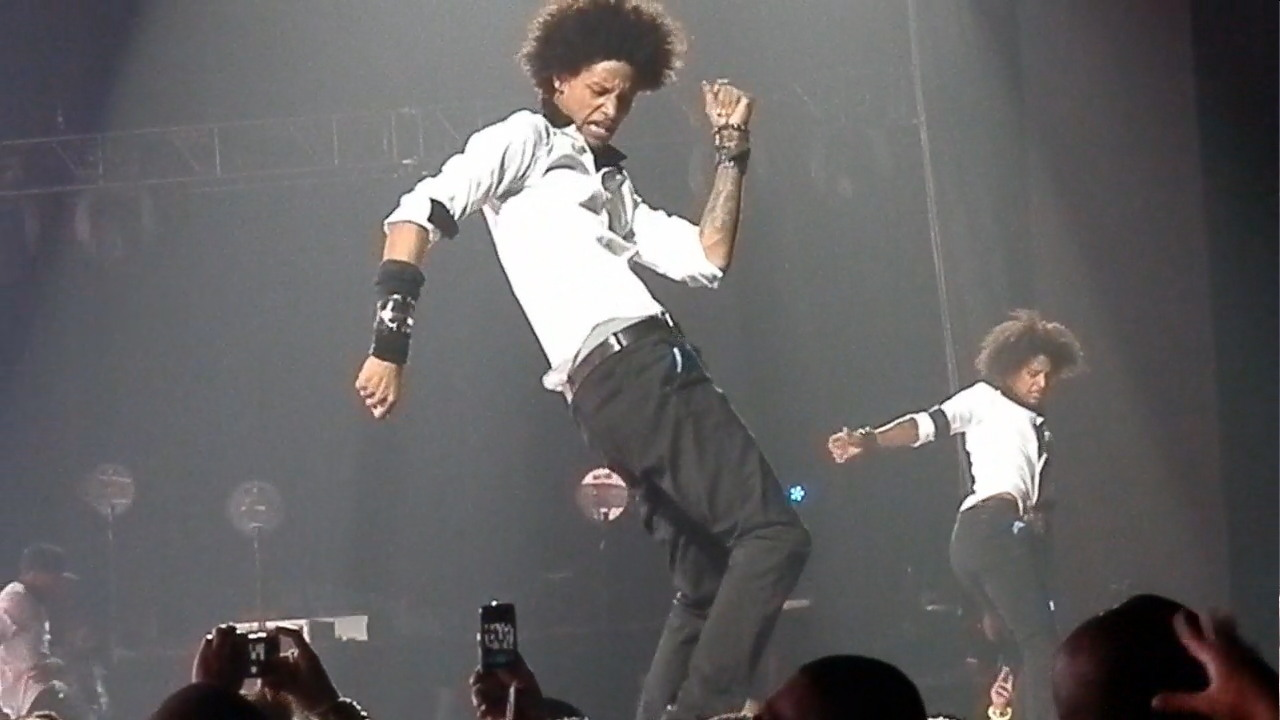
Les Twins actuando en Revel con Beyoncé. Concierto en vivo en mayo,28,2012

En marzo de 2011 los gemelos ganaron la división del nuevo estilo hip-hop en Juste Debout, superando a los bailarines más 353. Ese mismo año actuaron junto a Beyoncé Knowles en Billboard Music Awards, de Reino Unido Glastonbury Festival 2011, la 2011 Bet Awards y la serie de conciertos de verano Good Morning America, obteniendo una mayor atención en el escenario mundial. se le unieron también en la televisión francesa Factor X y Le Grand Journal para promover su álbum próximo entonces  4, y fueron los bailarines recomendados sólo en la versión alterna de ella Run the World (Girls). Continuaría su colaboración con Knowles en mayo de 2012 en la Revel presenta: Beyoncé Live en  la serie de conciertosAtlantic City.
Larry y Laurent eran bailarines estrellas en la Michael Jackson: The Immortal World Tour Cirque du Soleil hasta diciembre de 2011.
El 6 de marzo de 2012 la pareja se unió al rapero Big Sean en el escenario en la fiesta para desfile de moda de otoño 2012 Kanye West en La Halle Freyssinet en París. un mes más tarde actuaron con Missy Elliott y Timbaland en el evento de lanzamiento de campaña [[]] de Hennessy "Conejo salvaje" en Nueva York.
Les Twins debutaron en la red de televisión más grande de Japón Nippon TV el 24 de julio de 2012.
Durante noviembre de 2012 estuvieron invitados starred en la competencia de la televisión Todos bailan! en Ucrania y se asoció a otra vez Missy Elliott en el evento  Beats on the Beach en Abu Dhabi y el  Festival Back2Black río de Janeiro, Brasil.
En diciembre de 2012 los gemelos comenzaron a trabajar en varios proyectos con Sony Japón.
En 2017 ganaron la competencia del World Of Dance en la cadena de televisión NBC.
En 2019 actuaron en la película MIB International junto a Chris Hemsworth, Tessa Thompson y Liam Neeson.